# Kyran Bracken
Pour les articles homonymes, voir Bracken.

a Compétitions nationales et continentales officielles uniquement.

b Matchs officiels uniquement.
Kyran Paul Patrick Bracken, né le 22 novembre 1971 à Dublin (Irlande), est un joueur de rugby à XV évoluant au poste de demi de mêlée. Il a évolué dans le club des Saracens et a été champion du monde de rugby en 2003 avec l'Angleterre.

## Distinctions
- Ordre de l'Empire britannique à titre civil

## Carrière
En club, il joue avec Bristol Rugby puis avec les Saracens. Il obtient sa première cape le 27 novembre 1993 contre l'Équipe de Nouvelle-Zélande de rugby à XV.

## Palmarès
- vainqueur de coupe du monde de rugby à XV 2003

## Statistiques en équipe nationale
- 51 sélections
- 15 points (3 essais)